# Cầu Đà Rằng (Quốc lộ 1)
Cầu Đà Rằng là một cây cầu đường bộ bắc qua sông Đà Rằng (sông Ba) trên Quốc lộ 1, nối liền huyện Phú Hòa và thị xã Đông Hòa thuộc tỉnh Phú Yên, Việt Nam.
Cầu nằm tại lý trình Km 1335+544 Quốc lộ 1, cách cầu Đà Rằng cũ (cầu trên đường Nguyễn Tất Thành hiện nay) khoảng 2 km về phía thượng lưu. Đầu cầu phía bắc thuộc xã Hòa An, huyện Phú Hòa và đầu cầu phía nam thuộc xã Hòa Thành, thị xã Đông Hòa.
Cầu có chiều dài 1.512 m với 36 nhịp, chiều rộng là 12,5 m. Công trình được khởi công xây dựng vào tháng 7 năm 2003 và khánh thành vào ngày 10 tháng 11 năm 2004, là cây cầu dài nhất trên Quốc lộ 1 đoạn qua miền Trung lúc bấy giờ.